# Pronolagus saundersiae
Pronolagus saundersiae is een zoogdier uit de familie van de hazen en konijnen (Leporidae). De wetenschappelijke naam van de soort werd voor het eerst geldig gepubliceerd door Hewitt in 1927.